# Muzeum Leopoldów
Muzeum Leopoldów (niem. Leopold Museum) – wiedeńskie muzeum sztuki usytuowane w MuseumsQuartier (Dzielnicy Muzeów), powstałe w 2001 z prywatnej kolekcji Rudolfa i Elżbiety Leopoldów.
W jego zbiorach znajduje się największa kolekcja austriackiej sztuki współczesnej, w tym największy na świecie zbiór dzieł Egona Schiele oraz pokaźna kolekcja prac Gustava Klimta i Richarda Gerstla.
Prezentowane są obrazy, grafiki, rzeźby oraz rzemiosło artystyczne z XIX i XX wieku.

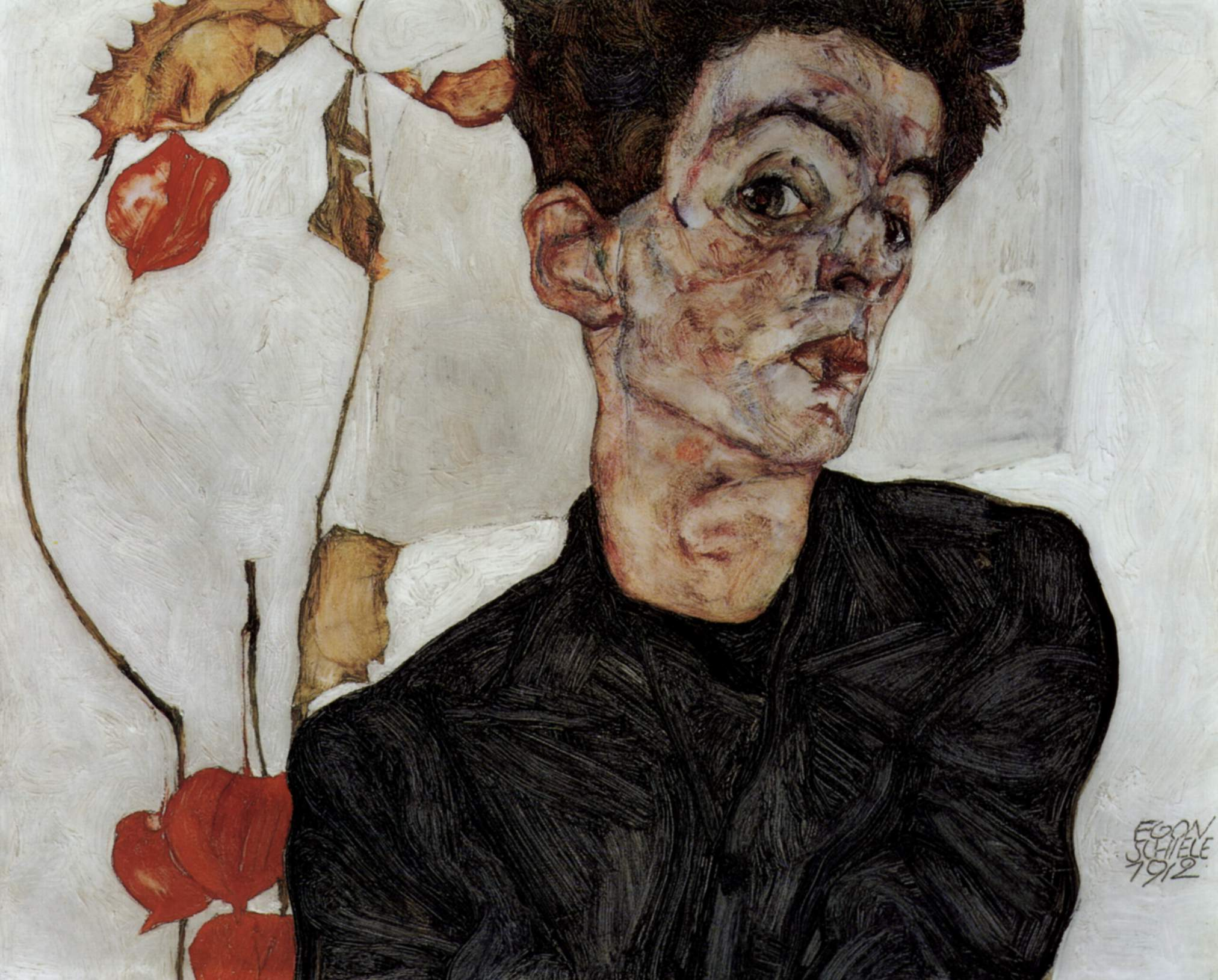
Egon Schiele: Autoportret